# Quận Hamilton, Kansas

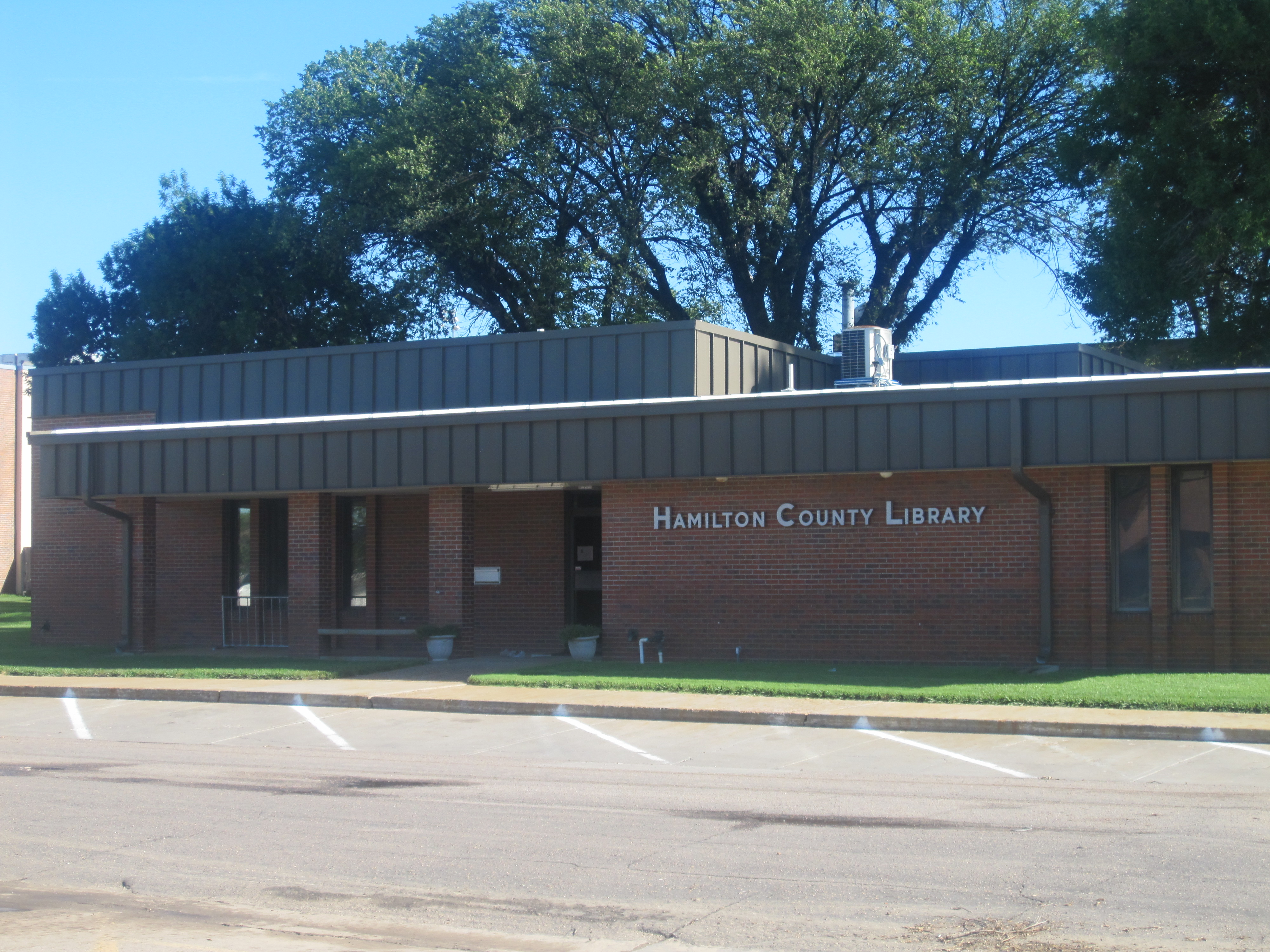
Thư viện quận Hamilton ở Syracuse

Quận Hamilton là một quận thuộc tiểu bang Kansas, Hoa Kỳ.
Quận này được đặt tên theo. Theo điều tra dân số của Cục điều tra dân số Hoa Kỳ năm 2006, quận có dân số 2594 người. Quận lỵ đóng ở Syracuse.6